# Khaf
Khaf (en Persan: Xāf) est une ville du nord-est de l'Iran, dans la province du Khorasan-e-razavi.